# Грум (Техас)
Грум (англ. Groom) — місто (англ. town) в США, в окрузі Карсон штату Техас. Населення — 552 особи (2020).

## Географія
Грум розташований за координатами 35°12′28″ пн. ш. 101°6′20″ зх. д. / 35.20778° пн. ш. 101.10556° зх. д. (35.207763, -101.105464).  За даними Бюро перепису населення США в 2010 році місто мало площу 1,93 км², з яких 1,93 км² — суходіл та 0,00 км² — водойми.

## Демографія
Згідно з переписом 2010 року, у місті мешкали 574 особи в 253 домогосподарствах у складі 174 родин. Густота населення становила 298 осіб/км².  Було 286 помешкань (148/км²).
Расовий склад населення:
| - 94,9 % — білих - 0,9 % — чорних або афроамериканців - 0,5 % — корінних американців - 1,7 % — осіб інших рас |

До двох чи більше рас належало 1,9 %. Частка іспаномовних становила 5,9 % від усіх жителів.
За віковим діапазоном населення розподілялося таким чином: 22,3 % — особи молодші 18 років, 55,7 % — особи у віці 18—64 років, 22,0 % — особи у віці 65 років та старші. Медіана віку мешканця становила 46,4 року. На 100 осіб жіночої статі у місті припадало 96,6 чоловіків;  на 100 жінок у віці від 18 років та старших — 91,4 чоловіків також старших 18 років.
Середній дохід на одне домашнє господарство  становив 62 640 доларів США (медіана — 54 514), а середній дохід на одну сім'ю — 75 663 долари (медіана — 71 528). За межею бідності перебувало 1,8 % осіб, у тому числі 0,0 % дітей у віці до 18 років та 1,9 % осіб у віці 65 років та старших.
Цивільне працевлаштоване населення становило 258 осіб. Основні галузі зайнятості: освіта, охорона здоров'я та соціальна допомога — 22,5 %, будівництво — 18,2 %, роздрібна торгівля — 16,3 %.